# ایتی‌مردوک‌بلاطو
) مربوط به زمان ایتی‌مردوک‌بلاطو]]
ایتّی‌مردوک‌بلاطو ‏(Itti-Marduk-balāṭu؛ نگاشته‌شده به صورت mKI-dAMAR.UTU-DIN به معنای با مردوک (اینجا) زندگی هست) (پیرامون ۱۱۴۰ تا ۱۱۳۲ پیش از میلاد) دومین پادشاه از دومین دودمان ایسن بود که بر بابل فرمان می‌راند. او پسر مردوک‌کبیت‌احیشو بود. دوران زمام‌داری او را میان شش تا هشت سال نوشته‌اند.
او با القابی چون šar šarr[i] (پادشاه پادشاهان)، migir il[ῑ] (مورد علاقهٔ خدایان) و šakkanak bāb[ili] (نایب‌السلطنه بابل) خوانده شده‌است. در پنج لوحهٔ یافت شده از دوران زمامداری او سخن گفته شده‌است. او نیز مانند پدرش در دوران پادشاهی‌اش به آشور تاخت. ایلام هم در زمان او تهاجمی را به میان‌رودان ترتیب داد. ‎